# اپولیون

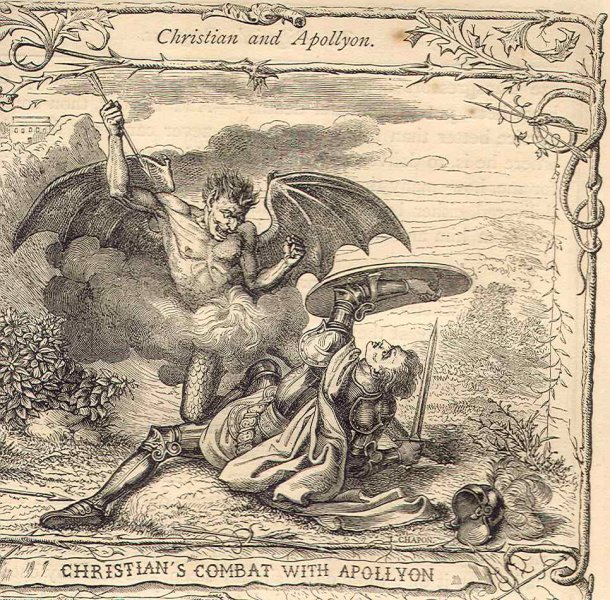
نزاع بین اپولیون و مسیحی در تابلوی «جان بویان» به نام «پیشرفت زائر»

اپولیون (کلمه یونانی به معنی نابودگر Απολλυων از ریشه απολλυειν به معنی نابود کردن) در کتاب مکاشفه یوحنا در عهد جدید، یکی از کتاب مقدس مسیحیان، معادل حیوانی که در این کتاب معرفی شده، می‌باشد. مکاشفه باب ۹ آیه ۱۱  “”پادشاه آنها، همان فرشتهٔ چاه بی‌انتهاست، که به زبان عبری او را «اَبَدون» و به یونانی «اپولیون» می‌نامند، و معنی آن، «نابود کننده» می‌باشد” “.مسیحیان ابتدایی این کلمه را معمولاً به شیطان نسبت داده و در مورد او تخیل پردازی می‌کردند. این نام امروزه نیز به عنوان نام معادلی برای شیطان به کار برده می‌شود.